# Sechstagerennen von Bordeaux
Das Sechstagerennen von Bordeaux war ein Wettbewerb im Bahnradsport in der französischen Stadt Bordeaux. Das Sechstagerennen wurde 1989 zum ersten Mal veranstaltet und fand bis 1997 statt. Es hatte neun Ausgaben.

## Geschichte
Das Rennen wurde auf der Radrennbahn von Bordeaux, dem Stadium Vélodrome de Bordeaux Lac, veranstaltet. Die Bahn hat eine Länge von 250 Metern und ist 7 Meter breit. Neben dem Sechstagerennen fanden dort auch andere Radrennen wie die französischen Bahnradmeisterschaften und die Bahnradsport-Weltmeisterschaften 1998 und 2006 statt.

## Palmarès
| Jahr | Sieger                                     |
| ---- | ------------------------------------------ |
| 1989 | Pierangelo Bincoletto – Laurent Biondi     |
| 1990 | Gilbert Duclos-Lassalle – Etienne De Wilde |
| 1991 | Gilbert Duclos-Lassalle – Laurent Biondi   |
| 1992 | Pascal Lino – Peter Pieters                |
| 1993 | Adriano Baffi – Giovanni Lombardi          |
| 1994 | Bruno Risi – Kurt Betschart                |
| 1995 | Frédéric Magné – Etienne De Wilde          |
| 1996 | Silvio Martinello – Marco Villa            |
| 1997 | Silvio Martinello – Marco Villa            |